# Riflessione (computer grafica)
La riflessione nella computer grafica è un effetto utilizzato per emulare la riflessione (fisica) degli oggetti, come ad esempio quella di uno specchio ed altre superfici riflettenti.

## Aspetti teorici
La riflessione si realizza in un renderizzatore di ray tracing, seguendo il raggio che va dagli occhi allo specchio, per poi calcolare da dove esso rimbalza, e continuando il processo fino a quando non viene trovata una superficie, o viene trovata una superficie non-riflettente. Alla riflessione su una superficie lucida come il legno o le piastrelle si possono aggiungere gli effetti fotorealistici di un rendering 3D. Generalmente gli effetti sono:
- Polished (riflessione lucida) - È una riflessione senza alterazioni, su uno specchio o una superficie cromata. Nell'immagine lo specchio o muro è renderizzato con riflessione del 100%. Gli specchi sono generalmente riflettenti al 100%.
- Blurry (riflessione annebbiata) - È una riflessione che presenta piccole accidentalità o ammaccature sulla superficie del materiale riflettente, che danno origine ad una riflessione in un certo senso "macchiata". La grande sfera a sinistra ha nitidezza impostata al 100%. La sfera a destra ha nitidezza al 50% e crea un riflesso sfocato. Molti materiali sono riflettori imperfetti, con riflessi annebbiati a vari livelli a causa della ruvidezza superficiale che disperde i raggi delle riflessioni stesse.
- Metallic (riflessione metallica) -  È una riflessione su superficie in metallo: le luci e i riflessi mantengono il colore dell'oggetto riflettente. La grande sfera a sinistra è blu con riflessi marcatamente metallici. La grande sfera sulla destra è dello stesso colore ma non ha la proprietà metallica selezionata. Oggetti normali e non metallici riflettono luci e colori nella chiave cromatica originale dell'oggetto riflesso. Oggetti metallici riflettono luci e colori esterni alterati, ovviamente in base al colore dell'oggetto metallico stesso.

- Glossy (riflessione brillante o lucente) - È un termine spesso abusato. Talvolta essa rappresenta un settaggio opposto alla riflessione Blurry (annebbiata). Comunque alcune persone utilizzano il termine "Glossy Reflection" come un sinonimo di "Blurred Reflection". In questo caso l'effetto Glossy dà realmente un effetto annebbiato. La sfera sulla sinistra ha un riflesso normale e metallico. La sfera sulla destra ha gli stessi parametri, eccetto il fatto che il riflesso è marcato come "glossy" (brillante/lucente traducendo letteralmente il termine dall'inglese). Una riflessione totalmente lucente, mostra punti luce, ma non un chiaro riflesso degli oggetti.

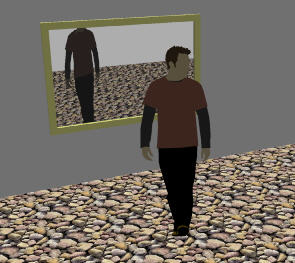
Polished
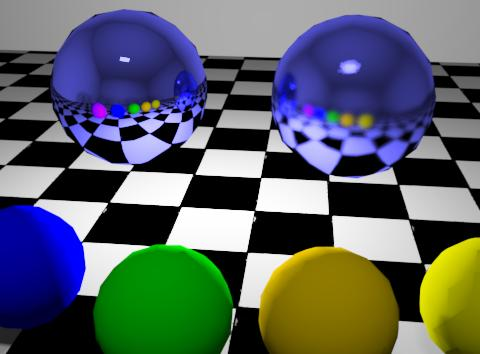
Blurry
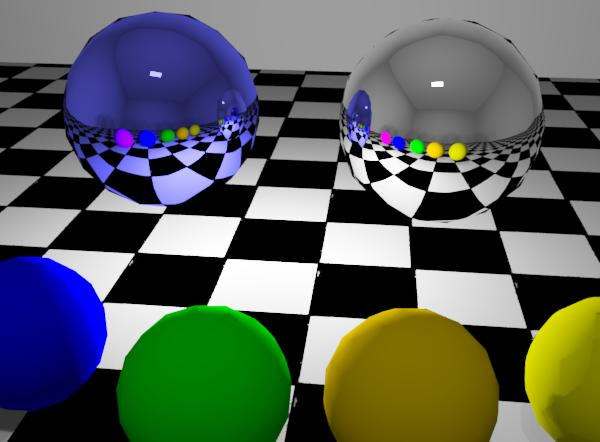
Metallic
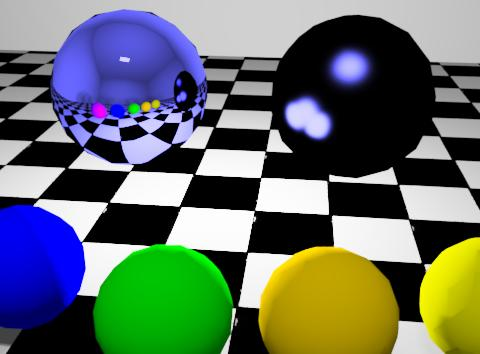
Glossy